# John George Jackson
John George Jackson (* 22. September 1777 in Buckhannon, Harrison County, Virginia; † 28. März 1825 in Clarksburg, Virginia) war ein US-amerikanischer Jurist und Politiker. Zwischen 1803 und 1817 vertrat er zwei Mal den Bundesstaat Virginia im US-Repräsentantenhaus; später wurde er Bundesrichter.

## Werdegang
John Jackson war Mitglied einer bekannten Politikerfamilie. Er war der Sohn von George Jackson (1757–1831) und Bruder von Edward B. Jackson (1793–1826), die beide ebenfalls Kongressabgeordnete waren. Außerdem war er der Großvater von William Thomas Bland (1861–1928), ebenfalls Kongressabgeordneter für Virginia, von Jacob B. Jackson (1829–1893), der Gouverneur von West Virginia wurde, und von James M. Jackson (1825–1901), der als Bundesrichter und Kongressabgeordneter amtierte.
Im Jahr 1784 kam der im heutigen West Virginia geborene Jackson mit seinen Eltern nach Clarksburg. Dort erhielt er eine Schulausbildung; später arbeitete er als Bauingenieur. 1793 wurde er Landvermesser im Gebiet des heutigen Ohio. Dort arbeitete er bis 1798. Danach schlug er in Virginia als Mitglied der Demokratisch-Republikanischen Partei eine politische Laufbahn ein. Zwischen 1798 und 1801 saß er im Abgeordnetenhaus von Virginia.
Bei den Kongresswahlen des Jahres 1802 wurde Jackson im ersten Wahlbezirk von Virginia in das US-Repräsentantenhaus in Washington, D.C. gewählt, wo er am 4. März 1803 die Nachfolge von John Smith antrat. Nach drei Wiederwahlen konnte er bis zu seinem Rücktritt im September 1810 im Kongress verbleiben. Während seiner Zeit als Kongressabgeordneter wurde im Jahr 1803 durch den von Präsident Thomas Jefferson getätigten Louisiana Purchase das Staatsgebiet der Vereinigten Staaten beträchtlich erweitert. Im Jahr 1804 wurde der zwölfte Verfassungszusatz ratifiziert. Jackson wurde damals auch wegen eines Duells mit dem Abgeordneten Joseph Pearson aus North Carolina bekannt. Dabei wurde er an der Hüfte verwundet. Diese Verwundung war auch der Grund für seinen Rücktritt am 28. September 1810.
Im Dezember 1811 entkam Jackson knapp einem Feuer in einem Theater in Richmond, dem unter anderem Gouverneur George William Smith zum Opfer fiel. In den Jahren 1811 und 1812 war Jackson erneut Abgeordneter im Staatsparlament von Virginia. Im Jahr 1812 wurde er Brigadegeneral der Staatsmiliz. Bei den Wahlen des Jahres 1812 wurde er wiederum im ersten Distrikt von Virginia in den Kongress gewählt, wo er am 4. März 1813 Thomas Wilson ablöste. Bis zum 3. März 1817 konnte er zwei weitere Legislaturperioden im US-Repräsentantenhaus absolvieren, die anfangs von den Ereignissen des Britisch-Amerikanischen Krieges geprägt waren. Im Jahr 1816 verzichtete er auf eine erneute Kandidatur.
Nach dem Ende seiner Zeit im US-Repräsentantenhaus arbeitete John Jackson zunächst als Rechtsanwalt und dann zwischen 1819 und seinem Tod als Richter am Bundesbezirksgericht für den westlichen Teil des Staates Virginia. Er starb am 28. März 1825 in Clarksburg im heutigen West Virginia.